# Binderup (parochie)
Binderup is een parochie van de Deense Volkskerk in de Deense gemeente Rebild. De parochie maakt deel uit van het bisdom Aalborg en telt 256 kerkleden op een bevolking van 279 (2004). Binderup bestaat uit twee dorpen: Lille Binderup (Klein-Binderup) en Store Binderup (Groot-Binderup). Ook het moerasgebied de Borremose ligt binnen de grenzen van deze parochie. Dit moerasgebied is bekend geworden als vindplaats van drie veenlijken tussen 1946 en 1948.
Historisch maakt de parochie deel uit van de herred Gislum. In 1970 werd de parochie opgenomen in de nieuw gevormde gemeente Nørager. Deze werd in 2007 toegevoegd aan de vergrote gemeente Rebild. 
Aaby ·
Aarestrup ·
Abildgård ·
Agerø Kirkedistrikt ·
Agersted ·
Agger ·
Ajstrup ·
Albæk ·
Als ·
Alsted ·
Alstrup ·
Ansgars ·
Arden Kirkedistrikt ·
Arup ·
Aså-Melholt ·
Asdal ·
Åsted ·
Astrup ·
Astrup ·
Bælum ·
Bangsbostrand ·
Bedsted ·
Bejstrup ·
Biersted ·
Bindslev ·
Bislev ·
Bistrup ·
Bjergby ·
Bjergby ·
Blenstrup ·
Blidstrup ·
Boddum ·
Børglum ·
Brønderslev ·
Brovst ·
Buderup ·
Budolfi ·
Byrum ·
Dall ·
Dorf Kirkedistrikt ·
Dragstrup ·
Dronninglund ·
Durup ·
Ejdrup ·
Ejerslev ·
Ellidshøj ·
Elling ·
Elsø ·
Em ·
Erslev ·
Farstrup ·
Ferslev ·
Fjerritslev Kirkedistrikt ·
Flade ·
Flade ·
Fræer ·
Frederikshavn ·
Frejlev ·
Frøslev ·
Gærum ·
Galtrup ·
Gåser Kirkedistrikt ·
Gerding ·
Gettrup ·
Gistrup ·
Gjøl ·
Godthåb ·
Gøttrup ·
Gravlev ·
Grurup ·
Grynderup ·
Gudum ·
Gudumholm Kirkedistrikt ·
Gunderup ·
Hadsund ·
Hæstrup ·
Hallund ·
Hals ·
Hals ·
Hammer ·
Hans Egedes ·
Hansted ·
Harring ·
Harritslev ·
Hasseris ·
Hassing ·
Haverslev ·
Hellevad ·
Helligsø ·
Hellum ·
Heltborg ·
Hillerslev ·
Hirtshals ·
Hjallerup ·
Hjardemål ·
Hjortdal ·
Hørby ·
Hørdum ·
Hørmested ·
Horne ·
Horsens ·
Hørsted ·
Hou Kirkedistrikt ·
Hulsig Kirkedistrikt ·
Hundborg ·
Hune ·
Hunstrup ·
Hurup ·
Hvidbjerg ·
Hvidbjerg Vesten Å ·
Hvorup ·
Ingstrup ·
Jannerup ·
Jelstrup ·
Jerslev ·
Jerup Kirkedistrikt ·
Jetsmark ·
Jørsby ·
Kallerup ·
Karby ·
Karup ·
Kåstrup ·
Kettrup ·
Klarup ·
Klim ·
Klitmøller ·
Koldmose Kirkedistrikt ·
Kollerup ·
Komdrup ·
Kvissel Kirkedistrikt ·
Langeslund ·
Lendum ·
Lerup ·
Lild ·
Lillevorde ·
Lindholm ·
Ljørslev ·
Lodbjerg ·
Lødderup ·
Løkken-Furreby ·
Lundby ·
Lyngby ·
Lyngby ·
Lyngsaa Kirkedistrikt ·
Margrethe ·
Mårup ·
Melholt Kirkedistrikt ·
Mollerup ·
Mosbjerg ·
Mou ·
Mygdal ·
Mylund Kirkedistrikt ·
Nibe ·
Nørhå ·
Nørholm ·
Nørre Kongerslev ·
Nørre Tranders ·
Nørresundby ·
Nors ·
Nøvling ·
Nykøbing M ·
Øland ·
Ørding ·
Ørum ·
Ørum ·
Øsløs ·
Øster Assels ·
Øster Brønderslev ·
Øster Hassing ·
Øster Hjermitslev Kirkedistrikt ·
Øster Hornum ·
Øster Hurup Kirkedistrikt ·
Øster Jølby ·
Øster Svenstrup ·
Øster Vandet ·
Østerild ·
Østervrå Kirkedistrikt ·
Oue ·
Ovtrup ·
Råbjerg ·
Ræhr ·
Rakkeby ·
Rakkeby ·
Redsted ·
Rold ·
Romdrup ·
Rørbæk ·
Rørdal Kirkedistrikt ·
Rostrup ·
Rubjerg ·
Sæby ·
Saltum ·
Sankt Catharinæ ·
Sankt Hans ·
Sankt Markus ·
Sankt Olai ·
Sebber ·
Sejerslev ·
Sejlflod ·
Sejlstrup ·
Sennels ·
Serritslev ·
Siem ·
Sindal ·
Sjørring ·
Skærum ·
Skæve ·
Skagen ·
Skalborg ·
Skallerup ·
Skallerup ·
Skelund ·
Skibsted ·
Skinnerup ·
Skjoldborg ·
Skørping ·
Skørping Nykirke Kirkedistrikt ·
Skræm ·
Skyum ·
Snedsted ·
Solbjerg ·
Solbjerg ·
Sønder Dråby ·
Sønder Kongerslev ·
Sønder Tranders ·
Sønderhå ·
Sønderholm ·
Sønderup ·
Sørig Kirkedistrikt ·
Sørup Kirkedistrikt ·
Stagstrup ·
Stenbjerg Kirkedistrikt ·
Stenild ·
Stenum ·
Storarden ·
Store Ajstrup ·
Store Brøndum ·
Storvorde ·
Suldrup ·
Sulsted ·
Sundby ·
Svenstrup ·
Tæbring ·
Tårs ·
Terndrup Kirkedistrikt ·
Thisted ·
Tilsted ·
Tise ·
Tødsø ·
Tolne ·
Tolstrup ·
Tømmerby ·
Tornby ·
Torslev ·
Torslev ·
Torsted ·
Torup ·
Tranum ·
Tved ·
Tversted ·
Uggerby ·
Ugilt ·
Ulsted ·
Understed ·
Vadum ·
Valsgaard ·
Vang ·
Vebbestrup ·
Vedsted ·
Veggerby ·
Vejby ·
Vejerslev ·
Vejgaard ·
Vennebjerg ·
Vesløs ·
Vester Assels ·
Vester Hassing ·
Vester Hjermitslev ·
Vester Torup ·
Vester Vandet ·
Vesterkær ·
Vesterø ·
Vestervig ·
Vidstrup ·
Vigsø ·
Villerslev ·
Visborg ·
Visby ·
Vive ·
Vodskov ·
Voer ·
Vokslev ·
Volsted ·
Volstrup ·
Vor Frelser ·
Vor Frue ·
Vorupør ·
Vrå ·
Vrejlev ·
Vrensted ·
Vust